# Julian Voloshin
Julian Voloshin (* 13. August 1909 in New Haven, Connecticut; † 13. Juni 1989 in Miami, Florida) war ein US-amerikanischer Schauspieler.

## Leben
Julian Voloshin wurde 1909 in New Haven, im US-Bundesstaat Connecticut geboren.
1966 hatte Voloshin in dem Film Birds Do It seinen ersten Auftritt. Er begann seine Schauspielkarriere somit im Alter von 57 Jahren. 1968 erhielt er seine erste Rolle in der Fernsehserie Mein Freund Ben.

## Filmografie
- 1966: Birds Do It
- 1968: Mein Freund Ben (Gentle Ben, Fernsehserie, Folge 2x12)
- 1973: Die Ashley-Bande (Little Laura and Big John)
- 1974: Der Pate – Teil II (The Godfather Part II)
- 1977: Der Pate: Die Saga (The Godfather Saga, Miniserie)
- 1980: Der Supercop (Poliziotto superpiù)
- 1984: Miami Vice (Fernsehserie, Folge 1x07 Blinde Wut)
- 1986: Aladin (Superfantagenio)[1]